# Титов, Михаил Фёдорович
Михаил Фёдорович Титов (род. 30 января 1949, Москва, СССР) — советский хоккеист, нападающий, мастер спорта СССР международного класса.

## Биография
Михаил Титов — воспитанник детско-юношеской спортивной школы московского завода «Серп и Молот», за которую он начал играть в 1961 году. С 1966 года он выступал за молодёжную команду «Динамо» (Москва), а с 1967 года был включён в динамовскую команду мастеров.
В 1967—1977 годах Михаил Титов выступал за команду «Динамо» (Москва), забросив 64 шайбы в 219 матчах чемпионата СССР. За это время в составе своей команды он дважды становился серебряным призёром и четырежды — бронзовым призёром чемпионата СССР. В 1974 году был включён в список лучших хоккеистов сезона. Его партнёрами по тройке нападения в разные годы были Евгений Котлов, Владимир Девятов, Игорь Самочёрнов, Юрий Репс, Александр Мальцев и Анатолий Белоножкин.
После окончания игровой карьеры Михаил Титов работал в КГБ СССР и Центральной службе разведки СССР, а затем — в Службе внешней разведки Российской Федерации (СВР), в начале 1990-х годов был адъютантом начальника СВР Евгения Примакова. В 1996 году вышел в отставку. В 1995—1997 годах работал начальником хоккейного клуба «Динамо», в 2002—2004 годах был президентом ХК «Динамо», в 2004—2005 годах работал генеральным менеджером клуба, а в 2006 году временно исполнял обязанности президента клуба. С 2007 года — пенсионер российского значения. С 2010 года Михаил Титов является директором СДЮШОР «Динамо» имени А. И. Чернышёва.

## Достижения
- Серебряный призёр чемпионата СССР — 1971, 1972[1].
- Бронзовый призёр чемпионата СССР — 1968, 1969, 1974, 1976[1].
- Обладатель Кубка СССР — 1972, 1976[2].
- Финалист Кубка СССР — 1969, 1970, 1974[2].

## Награды
- Орден Почёта (6 июня 2023) — за высокие спортивные достижения, большой вклад в популяризацию отечественного спорта и активное участие в развитии физической культуры страны[6]